# Impi

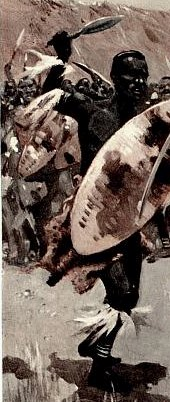
Illustratie van een aanvallende Zoeloekrijger

Impi is een begrip uit het Zoeloe dat gebruikt wordt om een regiment van Zoeloekrijgers aan te duiden. In het Zoeloe wordt een individuele Zoeloekrijger ibutho genoemd.

## Geschiedenis
De ibutho's waren al de traditionele Zoeloekrijgers voordat Shaka Zoeloe het leger radicaal hervormde. De impi's zijn vooral bekend geworden door hun conflicten met beter uitgeruste Europeanen: met de Voortrekkers tijdens de Grote Trek en met de Britten tijdens de Zoeloe-oorlog. Hoewel ze soms zware verliezen leden als bij de Slag bij Bloedrivier, behaalden ze ook grote overwinningen als bij de Slag bij Isandlwana dankzij hun snelheid en verrassingsaanvallen.
De impi verdween uiteindelijk door de concurrentie van steeds verbeterende vuurwapens.

## Leger
Op zesjarige leeftijd maakten jonge Zoeloes deel uit van het leger waarin ze een positie bekleedden vergelijkbaar met die van een page (udibi). Daarop werden ze opgeleid tot intaga (vergelijkbaar met cadetten), waarbij ze wapentraining kregen. Rond hun 20-jarige leeftijd was de opleiding compleet. De eerste taak na het vormen van een regiment was het bouwen van een ikhanda, een houten militair fort.
Elk regiment bestond uit ongeveer 1.000 ibutho's. Discipline was zwaar, lafheid werd bestraft en dapperheid beloond. Duels tussen ibutho's kwamen vaak voor en het afwijzen van een uitdaging werd gezien als oneervol. Gewonden hadden een vrij hoge herstelratio.
Shaka ontwikkelde de succesvolle buffelhoornformatie waarbij een sterk centraal regiment geflankeerd werd door twee buffelhoorns die de vijand insloten.

## Uitrusting
Als offensief wapen gebruikten impi's een werpspeer genaamd assegaai (iklwa) en een knuppel genaamd knopkirie (iwasa). Voor defensie gebruikten ze een karakteristiek schild van koeienhuid (isihlangu).
De impi's waren zeer schaars gekleed om snel te kunnen bewegen. Hierdoor kon een ibutho wel 20 mijl op een dag afleggen en dezelfde dag nog het gevecht aangaan. Het systeem van schaars geklede impi's werd ook door Nguni-buurvolkeren als de Matabele, Swazi en Xhosa overgenomen.